# Bitwa pod Brodami i Beresteczkiem

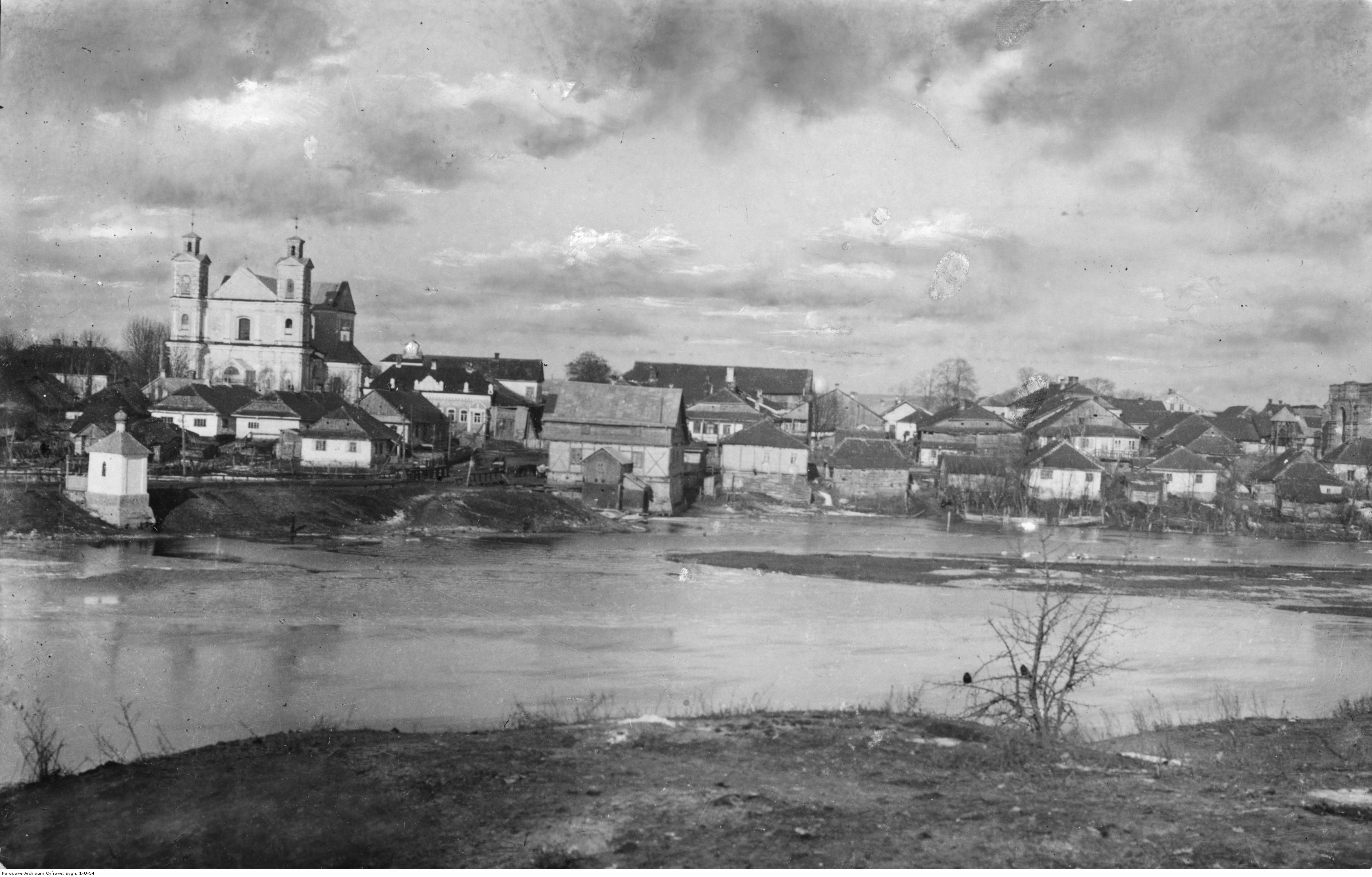
Beresteczko w województwie wołyńskim - panorama miejscowości od strony rzeki Styr

Bitwa pod Brodami i Beresteczkiem – bitwa polskiej 2 Armii i części 6 Armii stoczona w dniach 29 lipca 1920 do 3 sierpnia 1920 z 1 Armią Konną Siemiona Budionnego w okresie wojny polsko-bolszewickiej.

## Planowanie walki
W końcu lipca Naczelne Dowództwo Wojska Polskiego planowało uderzenie na prawe skrzydło nacierających wojsk Michaiła Tuchaczewskiego. Natarcie miały wykonać wojska Frontu Południowo-Wschodniego generała Edwarda Rydza-Śmigłego. Warunkiem sukcesu było wcześniejsze pobicie 1 Armii Konnej Budionnego. Zadanie to miała wykonać 2 Armia gen. Kazimierza Raszewskiego w składzie 3. i 6. Dywizje Piechoty, 1 Dywizja Jazdy, 4 Brygada Jazdy i 7 pułk ułanów. Z 2 Armią współdziałać miały 1 Dywizja Piechoty Legionów z 3 Armii, 2 Dywizja Jazdy, która wspólnie z 1 DJ tworzyć miała Grupę Operacyjną Jazdy generała Jana Sawickiego oraz 18 Dywizja Piechoty z podporządkowaną jej X Brygadą Piechoty.
Plan zakładał uderzenie głównych sił 2 Armii spod Beresteczka na Brody – Radziwiłłów, na prawe skrzydło i tyły wojsk Budionnego. 18 Dywizja Piechoty i X Brygada Piechoty miały wiązać aktywnymi działaniami część sił nieprzyjaciela na południowym zachodzie.
W tym czasie dowódca Frontu Południowo-Zachodniego Aleksander Jegorow nakazał 1 Armii Konnej Budionnego zdobyć Lwów. Jego dywizje wdarły się w słabo obsadzoną lukę między 2 i 6 Armią, sforsowały Styr, a 4. i 11 Dywizja Kawalerii nacierały w kierunku na Kamionkę Strumiłową. Północne skrzydło Armii Konnej osłaniała walcząca pod Łuckiem 24 Dywizja Strzelców, a południowe 45 Dywizja Strzelców.

## Walki
Natarcie 2 Armii miało rozpocząć się 29 lipca, ale do tego dnia oddziały nie zakończyły koncentracji sił. O wyznaczonej porze ruszyły tylko skrzydła 2 Armii. Na lewym 1 Dywizja Piechoty Legionów sforsowała Styr i odepchnęła od rzeki oddziały sowieckiej 14 Dywizji Kawalerii. 1. i 6 pułki piechoty Legionów opanowały Kniahinin. Na prawym skrzydle uderzyła bez powodzenia 4 Brygada Jazdy. Oddziały sowieckiej 4. i 6 Dywizji Kawalerii zmusiły ją do przyjęcia ugrupowania obronnego za rzeką Sydołówką. Dowódca 1 Dywizji Jazdy płk Juliusz Rómmel wieczorem wzmocnił prawe skrzydło brygady 14 pułkiem ułanów.
W centrum 2 Armii 12 pułk piechoty zdobył przyczółek na wschodnim brzegu Styru. O 14.00 rzekę przekroczyły też 1. i 9 pułki ułanów. Do wieczora kawaleria opanowała Mytnicę. Na koniec dnia płk Rómmel, w porozumieniu z dowódcą 2 Armii, częściowo zmienił plan działania. Rozkazał dowódcy 4 BJ, by bezwzględnie utrzymała linię Sydołówki, a w tym czasie 1 Dywizja Jazdy siłami 3. i 6 Brygady Jazdy przeprawi się na zachodni brzeg Styru pod Grzymałówką, by stąd uderzyć na tyły Sowietów walczących nad Sydołówką.
30 lipca o świcie natarcie rozpoczęła tylko 6 Brygada Jazdy i wspólnie z I/20 pułku piechoty opanowała Grzymałówkę. Nieprzyjaciel zastosował obejście i od strony Leszniowa zagroził tyłom brygady. W tym czasie na pole bitwy nadciągała częściami 3 Brygada Jazdy płk. Stefana Strzemieńskiego, a jej 9 pułk ułanów osłonił tyły 6 BJ. Równocześnie 1 pułk ułanów z batalionem 20 pułku piechoty uderzyły z Grzymałówki wzdłuż grobli na Szczurowice i zdobyły je w walce wręcz, po czym szwadrony ścigały nieprzyjaciela na Strzemlicze i Zawidcze. Przeprawa na Styrze była opanowana. Jednak od wschodu uderzyły oddziały sowieckiej 6 Dywizji Kawalerii. Powstrzymywał je 9 pułk ułanów i dwa szwadrony 1 pułku ułanów, a wspierały baterie 6 dywizjonu artylerii konnej. Opóźniona 3 Brygada Jazdy nadciągnęła dopiero około 17.00, a walczące oddziały meldowały o wyczerpywaniu amunicji. Pułkownik Rómmel wydał zatem rozkaz odwrotu do Beresteczka. Osamotniona 4 Brygada Jazdy nie wytrzymała naporu kozaków i wieczorem wycofała się na linię Dzikowiny – Smolawa – Łobaczówka.
Na lewym skrzydle 2 Armii walczyła, z powodzeniem, pod Demidówką 1 DPLeg. Sowiecka 14 Dywizja Kawalerii pobita została tak skutecznie, że nie wzięła już udziału w walkach pod Beresteczkiem.
Na południu polskiego zgrupowania uderzeniowego do walki z kozakami weszły jednostki 6 Armii. Spod Krasnego i Ożydowa w kierunku na Połoniczną i Toporów zaatakowała XXXVI Brygada Piechoty i 19 pułk piechoty. Oddziały sowieckiej 11 Dywizji Kawalerii zostały pobite, a miejscowości znalazły się w rękach Polaków. Bez powodzenia atakowały jednak XXXV i X BP. Sowiecka 45 Dywizja Strzelców obroniła swoje pozycje pod Brodami.
Wobec niepomyślnego przebiegu walk, dowódca Frontu Południowo-Wschodniego gen. Rydz-Smigły nakazał przegrupowanie sił. Grupa Operacyjna Jazdy gen. Sawickiego, w składzie 1 Dywizja Jazdy, 4 Brygada Jazdy, 3 i 11 pułk ułanów miała zgrupować się w rejonie Sobaczewska, Smolawa, Merwa i być gotowa do wyparcia sił nieprzyjaciela, które przedostały się na północny brzeg Sydołówki, a 5. i 17 pułki ułanów miały być gotowe do uderzenia na Drużkopol.
6 Dywizja Piechoty zająć miała rejon Smolawa – Dzikowiny, pozostawiając elementy rozpoznawcze na linii Styru od Werben do Mikołajowa, a 1 Dywizja Piechoty miała wycofać się na zachodni brzeg Styru i obsadzić odcinek od Werbenia do Targowicy.
Cała Grupa Operacyjna Jazdy zebrała się zatem 31 lipca nad rzeką Bezimienną, aby stąd uderzyć wzdłuż zachodniego brzegu Styru na południe. Natomiast 6 Dywizja Piechoty miała nacierać spod Beresteczka wzdłuż wschodniego brzegu Styru na Leszniów – Szczurowice. W ten sposób uzyskano lokalną przewagę. Przed frontem sowieckiej 6 Dywizji Kawalerii zgrupowano trzy polskie dywizje.
Wieczorem 31 lipca dowódca 2 Armii wydał rozkaz operacyjny z którego wynikało: Grupa Jazdy przekroczy Sydołówkę pod Mikołajewem i Skryhołowem i uderzy na Szczurowicę i Leszniów, działając na zachodnie skrzydło i tyły nieprzyjaciela; 6 Dywizja Piechoty uderzy z Beresteczka w kierunku południowym na Mytnica – Leszniów; 1 Dywizja Piechoty Legionów miała osłonić lewe skrzydło zgrupowania uderzeniowego.
Działania od 1 sierpnia
1 sierpnia Wojsko Polskie wznowiło działania zaczepne. Dziesięciogodzinny bój o Leszniów z oddziałami sowieckiej 6 Dywizji Kawalerii stoczył z powodzeniem 12 pułk piechoty kpt. Franciszka Altera. Jednak lewe skrzydło 6 Dywizji Piechoty utknęło pod Mytnicą. Załamało się także natarcie XXXVI Brygady Piechoty. Sowiecka 11 Dywizja Kawalerii obroniła Łopatyn. Nadal z powodzeniem walczyła 1 Dywizja Piechoty Legionów, która związała siły bolszewickiej 24 Dywizji Strzelców.
Główne uderzenie wykonywała jednak Grupa Operacyjna Jazdy gen. Sawickiego. Jej 1 i 2 DJ sforsowały Sydołówkę i lewym skrzydłem dotarły do Szczurowic. Pod Mikołajowem 9., 11. i 14 pułki ułanów zmusiły do odwrotu 6 Dywizję Kawalerii, a na Łopatyn nacierała 4 Brygada Jazdy wzmocniona 1 pułkiem ułanów. O zmierzchu zdobyto Łopatyn, a w nim tabory 11 Dywizji Kawalerii.
W ten sposób 4 BJ znalazła się na tyłach sowieckiej 11 DK, która od przodu walczyć musiała z oddziałami 18 Dywizji Piechoty gen. Franciszka Krajowskiego.
Wieczorem dowódca 2 Armii wydał rozkazy na dzień następny. Część Grupy Operacyjnej Jazdy miała ścigać nieprzyjaciela przez Łaszków – Stanisławczyk, starając się go zniszczyć, a gros sił Grupy prowadzić natarcie przez Szczurowicę w kierunku wschodnim, potem przez Sestratyn na Radziwiłłów w kierunku Redków – Chotyn i Sestratyn – Radziwiłłów.
6 Dywizja Piechoty miała natarciem nocnym zająć Brody, a 1 Dywizja Piechoty Legionów nocnym atakiem zdobyć Redków i Chotyń. Jej głównym zadaniem była osłona północnej flanki Grupy Jazdy i 6 Dywizji Piechoty.
Nocą z 1 na 2 sierpnia kozacy atakowali Łopatyn. 4 BJ skoncentrowała się pod Kustyniem, pozostawiając dwa szwadrony 1 pułku ułanów do obserwacji Łopatyna. O świcie zaobserwowano długie kolumny bolszewickiej kawalerii galopujące przez Łopatyn w kierunku lasów nad Styrem.
Rano 2 sierpnia 6 DP rozpoczęła natarcie na Brody. Maszerowano dwoma kolumnami: przez Leszniów – Bielawce i przez Korsów – Sznyrów. Po całodniowych walkach zdobyto Berlin, Komuszków i Sznyrów. Tym samym zamknięto bolszewikom drogą odwrotu ze Stanisławczyka na Brody. Dowódca dywizji, gen. Mieczysław Linde, zamierzał przeprowadzić szturm na Brody po zmroku lub w nocy z 2 na 3 sierpnia.
Grupa Jazdy w składzie 1 DJ i BJ wyruszyła do natarcia ze Szczurowic przez Chotyń i pod wieczór zajęła Radziwiłłów.
1 DP z powodzeniem walczyła o Redków i Chotyń z brygadą ze składu sowieckiej 45 Dywizji Strzelców.
4 Brygada Jazdy natrafiła pod Łopatynem na większe siły nieprzyjaciela, maszerujące w kierunku północno-wschodnim. Walczyła z nimi z powodzeniem i wkroczyła do Łopatyna.
W tym samym czasie od południa na Łopatyn nacierała XXXVI Brygada Piechoty. Zdobycie Łopatyna spowodowało, że wreszcie nawiązana została łączność taktyczna między oddziałami polskich 2 i 6 Armii. Grupa Operacyjna Jazdy nacierała dalej, przekroczyła Styr w Szczurowicach i opanowała Radziwiłłów. 6 DP zbliżała się do Brodów od północy, grożąc odcięciem odwrotu sowieckich 11. i 4 Dywizji Kawalerii oraz części 6 Dywizji Kawalerii. Nad głównymi siłami 1 Armii Konnej zawisła groźba okrążenia.
Zatrzymanie natarcia
Sukcesy wojsk polskich podniosły morale żołnierzy. Oczekiwano dalszego natarcia i rozbicia Armii Budionnego. Niestety, na innych odcinkach frontu sytuacja armii polskiej była tragiczna. Nadspodziewanie szybko zdobyta została przez bolszewików Twierdza Brzeska. Plan uderzenia na skrzydło wojsk Tuchaczewskiego z rejonu Brześcia stał się nieaktualny. Jeszcze wieczorem 2 sierpnia naczelny wódz przerwał natarcie. Zgodnie z rozkazem marszałka Piłsudskiego, 3 sierpnia 2 Armia cofnęła się za Styr.
6 Dywizja Piechoty jeszcze przed świtem 3 sierpnia wycofała się w kierunku na Szczurowicę. Dowódca Grupy Operacyjnej Jazdy otrzymał rozkaz dopiero o świcie. Wydał on rozkaz skoncentrowania 2 DJ w Bielawcach, zaś 1 DJ w Bezodni, z zamiarem uderzenia stamtąd w kierunku na Bołdury, Berlin lub Brody. Sowiecka 4 Dywizja Kawalerii, podążając już za cofającą się 6 DP, o 13.00 uderzyła na przeprawiającą się przez bagna pod Klekotowem 2 DJ i zadała jej ciężkie straty. Zagrożona też była 1 Dywizja Jazdy, stojąca jeszcze w rejonie Michałówki i Krupca. Dowódca grupy wydał więc rozkaz wycofania się 1 DJ przez Chotyń na Szczurowice.
Ponowny rozkaz dowódcy 2 Armii nakazywał wstrzymanie ruchu odwrotowego o 24 godziny i wyzyskanie zwycięstwa uzyskanego nad armią Budionnego. Lecz rozkaz ten przyszedł do podległych jednostek już za późno. Zdołano już tylko zatrzymać części 1 DP pod Redkowem i tym samym umożliwić ściganej 1 DJ uporządkowanie swoich oddziałów.
Jedynie 4 Brygada Jazdy i 18 Dywizja Piechoty uderzyły na Brody. XXXVI BP uderzyła od strony południowo-zachodniej, zaś XXXV BP razem z X BP od strony południowo-wschodniej. XXXVI BP atakowała wzdłuż osi Stanisławczyk – Brody, a XXXV BP wzdłuż osi Olesko – Czyszki – Zabłotce – Hołoskowice – Gaje Starobrodzkie. Około 17.00 XXXVI BP zajęła dworzec kolejowy w Brodach, miasto zaś zostało zdobyte w 2 godziny później. 4 Dywizja Kawalerii opuściła miasto. Mimo tych sukcesów, nieprzyjaciel wciąż mocno trzymał swoje stanowiska w lasach na północ od miasta, przez cały czas ostrzeliwując Brody silnym ogniem artyleryjskim.
Nocą z 3 na 4 sierpnia 145 i 49 pułki piechoty zaatakowały wzdłuż szosy Brody – Radziwiłłów. Wsparty ogniem baterii 18 pap atak rozproszył zebrane pod Brodami oddziały 1 Armii Konnej i umożliwił 18 DP odwrót za Styr.

## Epilog
Bitwa pod Beresteczkiem i Brodami pozostała nierozstrzygnięta. Oddziały polskie nie zdołały okrążyć i zniszczyć 1 Armii Konnej Budionnego, ale zadały jej wielkie straty. O kilka dni opóźniły marsz Budionnego na Lwów, co ułatwiło wycofanie z frontu niektórych jednostek do bitwy nad Wisłą.
Zdaniem Franciszka Arciszewskiego przedwczesny rozkaz wycofania się jednostek 2 Armii pozbawił Polaków plonów wygranej walnej bitwy. Nieprzyjaciel nie został zniszczony, lecz tylko odrzucony. Zdołał on nawet w ostatniej chwili zadać 2 Dywizji Jazdy dotkliwe straty. Po uderzeniu 18 Dywizji Piechoty nieprzyjaciel 5 sierpnia cofnął się spod Brodów w kierunku Krzemieńca.